# Розанова, Мария Александровна
Мария Александровна Розанова (1885, Москва — 1957, Ленинград) — советский ботаник, доктор биологических наук (1940), профессор.

## Биография
В 1915 году окончила естественное отделение Бестужевских высших женских курсов и в 1916 году сдала государственные экзамены при Петроградском университете, в котором затем преподавала до 1944 года (с 1930 года — доцент, с 1933 года — профессор).
В 1925‒1941 годах заведовала секцией ягодных культур Всесоюзного института растениеводства, являясь одной из ближайших сотрудниц Н. И. Вавилова.
В 1944‒1946 годах преподавала на кафедре генетики Московского государственного университета.
В 1945‒1950 годах заведовала отделом культурных растений Главного ботанического сада АН СССР.
В 1955 году, на пенсии, подписала «Письмо трёхсот».
Основоположник исследований по биосистематике растений в СССР, автор первой обобщающей работы в этой области в мировой литературе (1930). Заложила основы дисциплин ягодоведения и ягодоводства.

## Избранные труды
- Розанова М. А. Современные методы систематики растений / отв. ред. Е. В. Вульф, Г. А. Левитский. — Л. : ВАСХНИЛ : ИПБиНК, 1930. — 184 с. — (Труды по прикладной ботанике, генетике и селекции ; приложение 11).
- Розанова М. А. Ягодоведение и ягодоводство. — М. ; Л. : Сельхозгиз, 1935. — 302 с.
- Розанова М. А. Ягодоведение и ягодоводство. — 2-е изд., испр. и перер. — М. ; Л. : Сельхозгиз, 1937. — 295 с.
- Розанова М. А. Экспериментальные основы систематики растений. — М. ; Л. : Изд-во АН СССР, 1946. — 255 с.